# Conilurus albipes
Espèce
Statut de conservation UICN

 EX  : Éteint
Le rat-lièvre à pieds blancs est un rongeur éteint qui vivait dans les forêts d'Adélaïde à Sydney, avant de voir son aire de répartition restreinte au sud-est de l'Australie.
C'était l'un des plus gros rongeurs d'Australie. Les natifs de Sydney l’appellent gnar-ruck, ce qui peut se traduire par lièvre-biscuit. C'était un animal nuisible, une nuisance pour les échoppes des colons, vers 1800. Le dernier spécimen à avoir été reporté date de 1845, mais certains furent reportés entre 1856 et 1857, peut-être même dans les années 1930. Des rats ont pu leur avoir transmis des maladies ou même avoir concouru directement avec le rat-lièvre à pieds blancs. D'autres problèmes pour cette espèce ont été le chat, un potentiel prédateur, et l'arrêt global de la culture des bâtons de feu aborigènes, qui contribuaient au maintien de l'expansion de la forêt.